# Albert Bedouce
 (août 2019).
Si vous disposez d'ouvrages ou d'articles de référence ou si vous connaissez des sites web de qualité traitant du thème abordé ici, merci de compléter l'article en donnant les références utiles à sa vérifiabilité et en les liant à la section « Notes et références ».
Albert Bedouch, dit Albert Bedouce, né le 8 janvier 1869 à Toulouse et mort le 4 août 1947 à Paris, est un homme politique socialiste français ayant exercé sous la IIIe République.

## Biographie
Partisan de Jean Jaurès, athée et anticlérical, Bedouce a été le premier maire socialiste de Toulouse, conseiller général de la Haute-Garonne à trois reprises, mais aussi député socialiste de la Haute-Garonne à sept reprises, ministre des Travaux publics du Front populaire dans le premier gouvernement Léon Blum et candidat malheureux à l'élection présidentielle de 1939.
Il est le premier ancien maire de Toulouse à avoir obtenu un poste de ministre, et ce en 1936. Il ne sera rejoint que 59 ans plus tard, en 1995, par Philippe Douste-Blazy, nommé ministre de la Culture.
Au total, il siège plus de trente ans à la Chambre des députés.
Il reste également dans l'histoire comme étant une des personnalités issues du fameux socialisme municipal.

### Bedouce, l'autodidacte
Bedouce, il s'est fait tout seul. Il est né à Toulouse en 1869, de père inconnu. Sa mère, Anne Bedouch, originaire de Beaumont-de-Lomagne, était domestique. Albert va à l'école du canton Sud jusqu'à 12 ans. Il y a appris tout ce qu'il a pu. Le reste, il se réserve de l'apprendre tout seul, car il a besoin et envie de travailler. À 12 ans donc, il se fait engager dans une banque comme saute-ruisseau à 15 francs par mois, mais il progresse vite dans la hiérarchie et gagne dix fois plus à l'âge de 16 ans. Et, à 18 ans, il devient représentant de commerce pour l'imprimerie Sirven.
C'est alors qu'il commence à s'intéresser à la politique. C'est l'époque où certains espèrent et d'autres craignent que le général Boulanger ne prenne le pouvoir. Bedouce est contre, et à 20 ans, en 1889, il fonde un journal politique, antiplébiscitaire, L'Alliance des Jeunes.
En 1891, il adhère au Parti ouvrier français (POF), branche du socialisme dirigée par Jules Guesde et par Paul Lafargue, gendre de Karl Marx. Il n'en admire pas moins Jean Jaurès et il va même contribuer à rapprocher les deux hommes, car c'est lui, toujours à l'aise et sans complexe, qui organise une rencontre Jaurès - Guesde, à Toulouse, le 27 mars 1892 à l'hôtel d'Espagne, 2 rue Peyrolières. Il avait 23 ans et suivait les cours libres (ouverts à tout public) de philosophie donnés à la Faculté par Jaurès, maître de conférences, maire-adjoint de Toulouse et éditorialiste à La Dépêche. Les années suivantes, Jaurès sera ce que l'on peut appeler un « compagnon de route » du Parti ouvrier français (POF), non-inscrit mais proche, ami et allié. Il s'en éloignera avec l'affaire Dreyfus, mais en 1905, Jaurès et Guesde, malgré leurs différences, participeront à la création d'un mouvement socialiste unifié qu'ils codirigeront, la SFIO.
En 1893, il participe au congrès socialiste de Toulouse avec 100 délégués venus de 12 départements.

### Conseiller municipal de Toulouse
Et en 1896, à l'occasion d'une élection intermédiaire provoquée par quelques irrégularités électorales et la dissolution du conseil municipal, il se fait admettre avec deux autres socialistes, Bach et Vigneau, sur une liste d'union avec les radicaux-socialistes. La liste passe en totalité et il est élu conseiller municipal de Toulouse, à l'âge de 27 ans.
Le maire, c'est Honorés Serres. Très expérimenté, il dirige son conseil de main de maître, mais il trouve quelques cactus sur son chemin en la personne des socialistes, en particulier de Bach et surtout de Bedouce, orateur né.
Et Bedouce apprend, se documente, il s'est fait élire dans cinq commissions, celle de la caisse des écoles, celle des grands travaux, celle des fêtes, celle de la Bourse du Travail. Et il lit, aussi bien les grands auteurs, Rousseau, Voltaire, Michelet que les livres de comptabilité et le Journal officiel.
Il est rare qu'il ne fasse pas une grande intervention lors de chaque session du conseil municipal. Il a compris qu'il fallait harceler, être présent. Il fait beaucoup de propositions. Ainsi, en juillet 1897, quelques jours après une sévère inondation de la Garonne, il demande au conseil de convoquer toutes les municipalités du Sud-Ouest qui ont souffert ou qui pourraient souffrir des inondations, afin de presser le gouvernement d'effectuer les travaux nécessaires.
Au mois de novembre de la même année, face à l'augmentation du prix du pain due à une mauvaise récolte, Bedouce lit un long rapport, si bien documenté que le conseil décide que ce texte, sera imprimé et distribué à tous les conseillers ainsi qu'à la presse. Dans Le pain cher, il attaque vivement la politique protectionniste de Jules Méline (on se souvient que selon Jean Jaurès, dans son grand discours de 1894 sur la protection douanière du blé le socialisme n'est, au point de vue économique, ni protectionniste ni libéral, il est « au-delà » de ces deux tendances opposées).
Lors du conseil municipal du 12 mars 1898, il ne cède pas à la démagogie quand, à propos des mendiants, il dit : "Il existe une multitude de faux pauvres dont il faudrait se débarrasser. Vous savez mieux que moi qu'il y a des mendiants de profession qui font le tour des établissements hospitaliers au détriment des malheureux."
En novembre 1899, lors de la discussion du cahier des charges des travaux municipaux, il réclame l'unification des salaires, ce qui est repoussé, mais aussi la suppression du travail de nuit après les dix heures réglementaires, ce qui est accepté.
Aux élections municipales de mai 1900, les socialistes s'essayent à se présenter seuls. Ils ont constitué la "Liste du comité électoral de l'union socialiste". Ils sont battus et Honorés Serres se trouve seul gagnant avec un conseil entier à sa botte.
En 1904, même schéma, on regroupe toutes les formations socialistes, il y en a six, on l'appelle la liste de concentration socialiste : elle fait 5700 voix en moyenne par candidat, Bedouce un peu plus que les autres, alors que les radicaux-socialistes en font 16 000 chacun. Au passage, Bedouce ne négligeant rien, se fait initier à la franc-maçonnerie dans la loge L’Harmonie sociale.
En 1905, au moment même de la discussion de la loi de séparation des Églises et de l'État, le débat rebondit au sein de la municipalité toulousaine. À propos de l'article 4 de la Loi de 1905, Bedouce se fait remarquer en déclarant : "Il ne faut pas aux sectaires religieux opposer des sectaires anticléricaux. Nous considérons que la conscience humaine a besoin d'être libérée et elle ne se libérera pas par de nouvelles luttes religieuses. Pas plus que l'asservissement de la pensée libre n'est acceptable, l'asservissement des croyants ne peut être désiré."

### Premier maire socialiste de Toulouse
En octobre 1905, quelques jours après la mort du maire Honoré Serres, trois sièges se libèrent. Une élection complémentaire est organisée et trois socialistes sont largement élus, Bedouce, Vigneau et Jean Rieux.
Le Conseil municipal devient alors ingouvernable et démissionne. De nouveau, il faudra voter. Une véritable campagne électorale s'ensuit, c'est là que Bedouce prendra le surnom de Tocomanetos, le toucheur de mains. Les socialistes estiment qu'il faut, en priorité, améliorer la condition ouvrière. Bedouce réclame plus d'hygiène, plus d'assistance et de solidarité, moins de travail, la journée de huit heures.

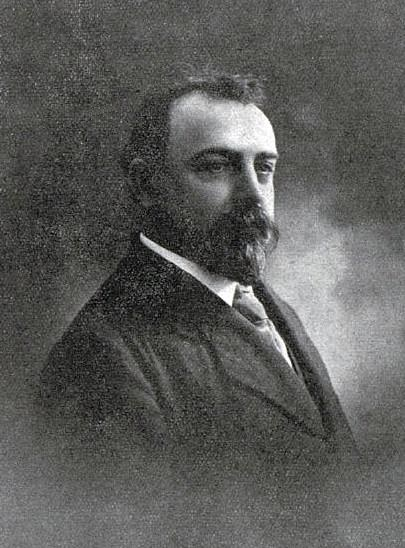
Albert Bedouce en 1906.

Le premier tour a lieu le 11 février 1906. La liste socialiste unifiée conduite par Bedouce est en tête, devant la liste radicale socialiste et la liste républicaine modérée conduite par Amilhau, et deux autres listes radicales très minoritaires.
Au second tour, les socialistes ont la majorité, Bedouce s'installe dans le fauteuil du maire à 37 ans. En 1906, Bedouce est alors au sommet de sa gloire locale. Des partisans nombreux et décidés envahissent la place du Capitole lors de son installation à la mairie. Il fera ce jour, un discours très consensuel et dira notamment : "Nous nous efforcerons de prouver à tous, amis et adversaires, que les délégués du prolétariat sont préparés à remplir la haute mission émancipatrice qui rétablira la paix et l'harmonie entre les hommes de bonne volonté. Nous travaillerons à la prospérité de la cité pour le bien de tous."
La première municipalité socialiste n'a pas tenu, non plus, ses promesses, en particulier elle n'a pas supprimé l'octroi. Il est vrai que cela aurait supprimé à Toulouse, plus de 300 emplois et il était difficile de savoir quelles taxes pourraient remplacer les recettes si nécessaires de l'octroi.
À son crédit, la création d'une école primaire supérieure de filles, l'installation de vingt téléphones dans les faubourgs et la journée de huit heures, plus le repos hebdomadaire pour les employés communaux.
Et c'est aussi Bedouce qui inventa le mariage civil... en musique, dans la salle des Illustres. Au début, il y fallait de la discrétion, l'orchestre avait été dissimulé au fond de la salle derrière un mur de plantes vertes. Quelle belle surprise au moment de l'échange des anneaux, les premiers bénéficiaires s'appelaient Martin Canal, cuisinier et Marie Parraud, giletière. C'était le 17 mars 1906. Ce mariage civil en musique a énormément fait parler, toute la presse parisienne s'en est occupée, sans compter qu'ont été produites des cartes postales représentant la scène désormais ancrée dans l'Histoire de Toulouse.
Charles Camichel, qui est le premier directeur de l'institut d'électro-technique de Toulouse, qui deviendra par la suite l'ENSEEIHT, École nationale supérieure d'électrotechnique, d'électronique, d'informatique, d'hydraulique et des télécommunications, une école généraliste disposant aujourd'hui de cinq filières, et l'une des plus réputées de France, précise dans une interview qui accompagne un article du Midi socialiste paru le 6 janvier 1923 : « Mon service peut être à juste titre considéré comme une œuvre de la municipalité socialiste de Bedouce ». Élu à l'Académie des sciences en 1936, il déclare que c’est Albert Bedouce, conseiller municipal à l’époque, qui a songé en 1906, à « organiser un établissement destiné aux études de l’électricité et de la mécanique pour contribuer au développement de l’industrie en région toulousaine et dans la région des Pyrénées, si riche en houille blanche ». C’est ce même Albert Bedouce qui trouve le site de Banlève sur l’île du Ramier en 1919.

### Premier mandat de député

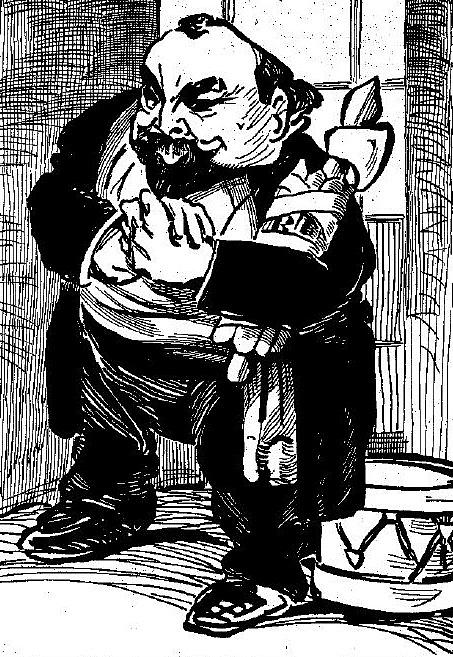
Caricature d'Albert Bedouce, en octobre 1906 alors qu'il quitte le poste de maire de Toulouse.

Bedouce se présenta aux élections générales des 6 et 20 mai 1906, dans la première circonscription de Toulouse. Il fut élu, au second tour de scrutin, avec 9 175 voix (6 609 au premier tour) sur 16.372 votants.
Il devint membre de diverses Commissions, notamment de celle des octrois et de celle de la législation fiscale.
Dès ses débuts au Palais Bourbon, il déploya une grande activité, montrant son intérêt pour les sujets les plus divers. Une de ses interventions les plus remarquables concernait les abus commis dans les trésoreries générales au détriment du personnel et au profit des trésoriers-payeurs généraux (1907). De même, il prit part aux divers débats qui s'engagèrent sur le projet et les propositions de loi concernant l'impôt sur le revenu (il avait pris une part active aux travaux préparatoires), principalement en ce qui concerne le mode de calcul des bénéfices commerciaux (1908). Il participa régulièrement aux débats sur les projets de budget. En 1908, notamment il dénonça l'insuffisance de la protection des travailleurs dans les colonies ; il montra, en particulier, que les lois sociales votées par le Parlement n'étaient pas appliquées outre-mer, alors que leur mise en œuvre aurait été « le meilleur moyen de nous attacher les indigènes par des liens de reconnaissance ».
Lors de la fameuse révolte des vignerons du Languedoc, il est choisi par le groupe socialiste pour prononcer un discours à charge contre Clemenceau le 28 juin 1907 (Journal officiel du 29 juin 1907).
En 1908, Aristide Briand, garde des Sceaux du gouvernement Georges Clemenceau, soumet aux députés un projet de loi visant à abolir la peine de mort. Malgré l'appui de Jean Jaurès, qui s'oppose à Maurice Barrès, ce projet est repoussé le 8 décembre par 330 voix contre 201. Les exécutions capitales reprennent dès 1909.
Bedouce participe à ce débat houleux en interpellant à plusieurs reprises Maurice Barrès, et vote pour l'abolition de la peine de mort.

### Deuxième mandat de député

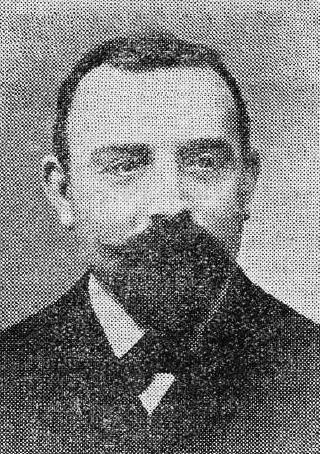
Albert Bedouce en 1914.

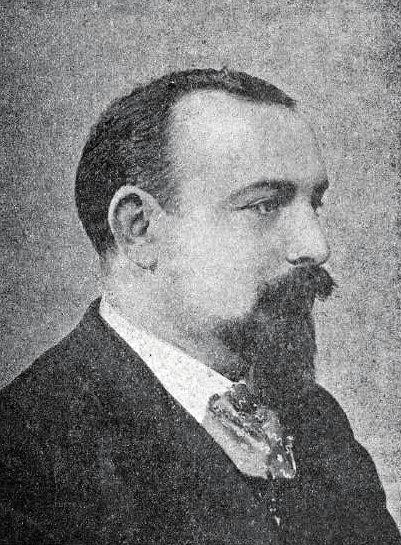
Albert Bedouce en 1919.

Il se représenta avec succès aux élections générales des 24 avril et 8 mai 1910 : il obtint au second tour de scrutin, 7.685 voix (6.820 au premier tour) sur 18.320 votants. Il devint membre de la Commission des crédits, de la Commission des Travaux publics et des chemins de fer, de la Commission du budget et de la Commission des octrois.
Il présenta plusieurs rapports au nom de la Commission des travaux publics sur les chemins de fer. Il prit part à la discussion de nombreux textes, notamment sur les habitations à bon marché (1912) ; l'assistance aux femmes en couches et l'aide aux familles nombreuses (1912, 1913, 1914) ; l'application de la loi sur les retraites ouvrières (1914) ; la contribution foncière et l'impôt sur le revenu des valeurs mobilières (1914) ; l'impôt complémentaire sur l'ensemble du revenu (1914). Il se préoccupa, à de nombreuses reprises, d'améliorer les traitements du petit personnel de l'administration.
Le 31 janvier 1911, Paul Singer (de), cofondateur et président du Parti social-démocrate d'Allemagne (SPD) et du Reichstag[réf. nécessaire] meurt à l'âge de 67 ans. Quelques jours plus tard, le 5 février 1911, ce sont Albert Thomas et Albert Bedouce qui se rendront pour le compte de la SFIO à Berlin pour rendre un dernier hommage à Singer. Deux cents voitures suivent le corbillard, les députés socialistes allemands, les conseillers municipaux de Berlin, les délégués étrangers (Albert Thomas et Bedouce pour la France), puis les représentants des groupes ouvriers. On estime à un million de personnes la foule qui est arrivée aux portes du cimetière, accompagnant la dépouille mortelle de Paul Singer, un record pour Berlin.

### Troisième mandat de député
Aux élections générales des 26 avril et 10 mai 1914, il fut de nouveau élu au deuxième tour de scrutin, avec 8 588 voix (7 737 au premier tour) sur 17 280 votants.
Membre de la Commission des crédits, de la Commission des travaux publics, des chemins de fer et des voies de communication, de la Commission de la réorganisation économique et de la Commission chargée d'examiner les traités de paix, il ne présenta pas moins d'une douzaine de rapports techniques sur les chemins de fer.
Il prit part à la discussion du projet de budget pour l'exercice 1914 et des divers textes portant ouverture de crédits provisoires pendant la guerre. Durant cette période, il participa à de très nombreux débats, concernant notamment le ravitaillement de la population (1915, 1916, 1917) ; la création de dispensaires d'hygiène sociale et de préservation anti-tuberculeuse (1916) ; la rééducation professionnelle des blessés et des mutilés de guerre (1916) ; les productions de guerre (1917). Dans la discussion des interpellations sur l'affaire Bolo Pacha, il dénonça « ceux qui armaient le bras de l'assassin (de Jean Jaurès) à l'heure où les socialistes déposaient les armes politiques pour prendre celles contre l'ennemi » (1917). Le 25 septembre 1919, au cours de la discussion du projet portant approbation du traité de Versailles, il prononça un important discours concernant les conséquences économiques et financières du traité, qui, selon lui, était, en ces matières, « mauvais et désastreux pour notre pays » : l'Allemagne ne pourra pas payer les réparations, des Alliés doivent aider la France, il faut aider la naissance de la démocratie en Allemagne, les peuples ne doivent pas continuer à se haïr, tels étaient les thèmes principaux qu'il développa.
Le 16 novembre 1919, il fut victime du nouveau mode de scrutin - seul M. Vincent Auriol fut élu sur la liste socialiste - et fait partie des très nombreux députés socialistes emportés par la vague « Bleu horizon » qui ne retrouvent pas leur siège.

### Quatrième mandat de député

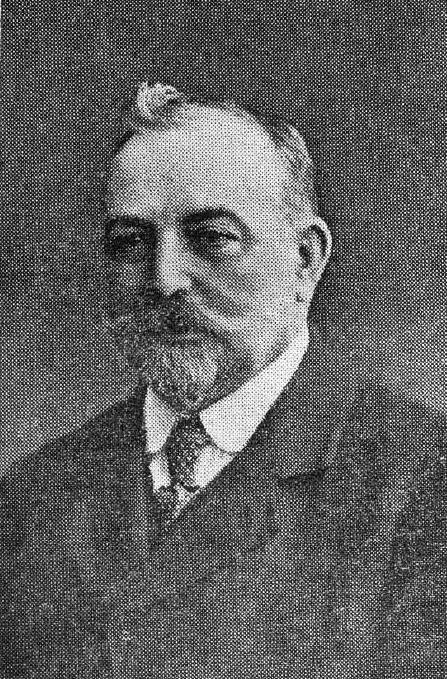
Albert Bedouce en 1924.

Le 11 mai 1924, la liste socialiste obtint quatre sièges : 43.796 voix se portèrent sur A. Bedouce, sur 111 018 votants et il retrouva son siège de Député. Membre de la Commission des finances, dont il devint vice-président puis, en 1928, président, et de la Commission des travaux publics et des moyens de communications, il fut plusieurs fois rapporteur de ces deux Commissions. Il participa aux discussions sur les divers projets de budget annuels et sur de nombreux textes financiers.
Pour justifier de collaborer avec le gouvernement sur un texte concernant la marine, Bedouce affirme que "Jaurès m'a appris qu'il ne faut rien faire à moitié !" En effet, Bedouce est partisan d'une dépolitisation des débats parlementaires, pour en faire le domaine des spécialistes et il n'hésite d'ailleurs pas à faire l'éloge de collègues spécialistes, même s'ils appartiennent à des partis de droite. En avril 1925, discutant des questions budgétaires et fiscales, sa spécialité, il appelle ainsi à traiter ces questions « en pleine objectivité », d'une manière détachée de toutes les conséquences politiques pour les partis, par devoir pour le pays. La dépolitisation des députés socialistes a pour corollaire leur spécialisation dans des domaines de compétence. Bedouce, de même que Vincent Auriol, intervient ainsi presque systématiquement sur des questions financières et de travaux publics. Le respect que leur portent leurs collègues députés d'autres partis (respect mesuré par les applaudissements qui suivent leurs interventions, ainsi que les remarques d'autres députés) témoigne de l'intégration d'une partie des socialistes au système parlementaire. Bedouce fait de même au sein du conseil général de la Haute-Garonne, où il appelle à une dépolitisation des débats, afin de collaborer à la survie, financière notamment, du pays.
Le 24 janvier 1928, il développa son interpellation sur la politique financière du gouvernement Poincaré : les socialistes souscrivent à la stabilisation de la monnaie mais demandent que l'équilibre soit assuré dans le domaine économique et non pas seulement dans le secteur financier : la production doit augmenter, il faut élever les salaires, créer les assurances sociales, associer les ouvriers à la gestion des entreprises.
« Si nous avions eu ce fatalisme, ce messianisme dont on nous accuse souvent, si nous avions pensé que, pour assurer l'application de telle doctrine, ou de tel dogme, auxquels nous sommes et restons profondément attachés, parce qu'il contient en lui tous les espoirs de justice sociale, il fallait rebâtir une société nouvelle sur les ruines de l'ancienne, notre rôle était facile : nous n'avions qu'à laisser l'économie nationale et je puis dire, l'économie européenne, se détruire elles-mêmes, comme elles n'y manquaient pas d'ailleurs » (applaudissements à l'extrême gauche). « Pourquoi aurions-nous eu la préoccupation d'indiquer la route de la rénovation ou de dresser les plans de reconstruction ? Ce n'était pas à nous de le faire et si nous l'avons fait, ce n'est que devant la carence des conservateurs. » Albert Bedouce, 24-01-1928

### Cinquième mandat de député
Aux élections générales des 22 et 29 avril 1928 (retour au scrutin uninominal) il fut réélu député de la première circonscription de Toulouse au deuxième tour de scrutin, avec 10 047 voix sur 21 008 votants. Membre des mêmes Commissions que pendant la législature précédente, il en fut de nombreuses fois le rapporteur. Ses interventions montrent la diversité de ses préoccupations ; elles portent, par exemple, sur les habitations à bon marché (1928); l'électrification des campagnes (1928); les travaux publics (1928, 1929, 1930, 1931, 1932); le perfectionnement de l'outillage national (1930); les soins aux tuberculeux (1930), etc.

### Sixième mandat de député

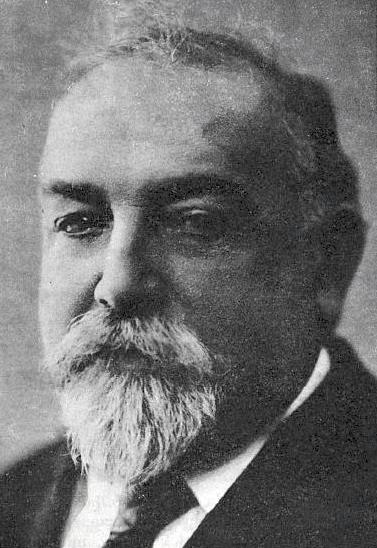
Albert Bedouce en 1935.

Réélu encore une fois, au deuxième tour de scrutin, aux élections des 1er et 8 mai 1932, avec 13 103 voix sur 20 397 votants, il est nommé membre de la Commission des finances, de la Commission des régions libérées et de la Commission de l'aéronautique. Outre ses rapports habituels sur les travaux publics, il en présenta plusieurs autres sur le régime de retraite des ouvriers mineurs (1934, 1935). En 1932, il entra au conseil d'administration de l'office national des combustibles liquides. Le 3 novembre 1933, il se prononça contre la politique économique et financière du gouvernement Albert Sarraut, refusant de soutenir un Gouvernement « infidèle aux promesses faites devant les électeurs ». Il intervint notamment en ce qui concerne la fraude fiscale (1933), la lutte contre le chômage au moyen de grands travaux (1934).
Lors de la séance du 17 octobre 1934 du conseil général de la Haute-Garonne, Bedouce émet un vœu sur le droit d'asile des Espagnols en France. Le vœu est formulé ainsi : « Nous sommes informés que des réfugiés politiques espagnols, le maire, le secrétaire de la mairie et trois commerçants de la ville d'Almasellas, qui avaient pu atteindre le territoire français ont été livrés par la gendarmerie française au Portillon à des gendarmes espagnols appelés par téléphone par les autorités française; Contre ce fait monstrueux en contradiction flagrante avec les traditions françaises d'hospitalité, le Conseil général voudra, sans doute protester avec nous. Dans ce but, nous présentons, le groupe socialiste et moi-même, le vœu suivant : Le Conseil général émet le vœu : Que la France continue comme elle le fît lors des conflits politiques antérieurs chez ses voisins, à exercer largement le droit d'asile en faveur de ceux à quelque parti qu'ils appartiennent qui viennent se placer sous la sauvegarde de son hospitalité. »
Le vœu de Bedouce a été accepté à l'unanimité par le conseil général de la Haute-Garonne.

### Septième mandat de député et ministre des Travaux publics du Front populaire

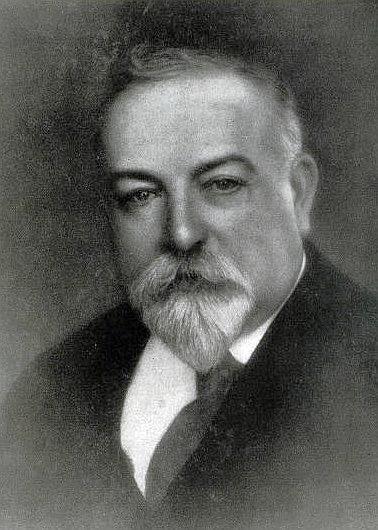
Albert Bedouce en 1936.

Le 26 avril 1936, 12 495 électeurs - sur 24 224 votants - le réélisent député, au premier tour de scrutin. Il est nommé membre de la Commission des finances.
Le 4 juin 1936, il succède à Camille Chautemps et devient ministre des Travaux publics de ce qui sera appelé le Front populaire, dans le gouvernement Léon Blum, et le restera jusqu'au 21 juin 1937, remplacé par Henri Queuille, ce dernier nommé par le radical Camille Chautemps, nouveau président du Conseil.
L'équipe de collaborateurs de Bedouce comprend, entre autres, Jacques Bourdelle, son gendre, directeur du cabinet au 246, boulevard Saint-Germain (hôtel de Roquelaure) où se situe le ministère des Travaux publics. Il nomme aussi le jeune Paulo Moroni, chef du cabinet. Il sera appelé à diriger les affaires sociales des chemins de fer, et deviendra par la suite, vice-président d'Air France, puis secrétaire général de l'Aviation civile. Les sous-chefs du cabinet étaient MM. Henri Roussotte et Maurice Manificat. Enfin ses attachés étaient MM. Georges Jacomet et Robert Weill-Rabaud, ce dernier qui était chargé de l'étude des questions administratives.
Première décision de Bedouce : congédier son chauffeur attitré, refuser la limousine à cocarde tricolore et l'appartement de fonction au-dessus de son cabinet ministériel : "À soixante-sept ans sonnés, est-ce qu'on va déranger ses habitudes parce que la République vous offre un bel appartement, avec du personnel stylé, le décorum et tout?" dira-t-il. Il continuera à prendre l'autobus qui le ramène chaque soir à son modeste appartement des Invalides, 22, rue Fabert.
Dans la nuit du 7 au 8 juin 1936, les accords de Matignon sont signés en échange de l’évacuation des usines occupées, ils ont permis d'accomplir de grandes avancées sociales et symbolisent pour partie le Front populaire. Bedouce, président de la Commission des Travaux publics et des moyens de communications depuis 1928 (membre depuis 1910 lors de son deuxième mandat de député) signe dès le 21 février 1930, ce qui sera appelé l'accord Bedouce, qui fixe les modalités d'application des accords Matignon dans le secteur des Transports en rendant nécessaire leur intervention pour garantir un minimum commun aux traminots français. On peut donc dire que Bedouce a été le précurseur et l'un des principaux ordonnateurs des accords de Matignon.
C'est en janvier 1937, sous l'impulsion d'Albert Bedouce, ministre des Travaux publics, qu'apparaît une « Direction des routes » dans l'organigramme du ministère.
En 1900, le statut du service chargé des routes n'est encore que celui d'une division. L'administration centrale du ministère des Travaux publics est alors composée de trois directions : la direction du personnel et de la comptabilité, la direction des chemins de fer et la Direction des routes, de la navigation et des mines. Cette dernière comprend trois divisions. La première est chargée des routes et des ponts, tandis que la troisième se consacre aux mines et usines.
En novembre 1936, le service central d'études techniques (SCET), créé en 1918 et chargé notamment d'établir des types d'ouvrages d'art courants, est réorganisé. Ces modifications de l'organisation administrative du ministère des Travaux publics font écho au lancement du Plan Bedouce de 1936, programme de grands travaux qui comprend notamment l'aménagement en itinéraires « internationaux » ou « économiques » de quelques grandes liaisons routières, ainsi que le démarrage de la construction de l'autoroute de l'ouest, première autoroute française. Six mois plus tard, et pour la première fois, la gestion des routes prend sa véritable indépendance au sein de l'administration centrale du ministère des Travaux publics : en janvier 1937, une Direction des routes est créée. Albert Bedouce nomme Jacques Boulloche responsable.
Le 5 novembre 1936, le ministre Bedouce fait paraître dans le Journal officiel de la République française un arrêté en date du 3 novembre 1936 prescrivant l'emploi de la lumière jaune sur toutes les automobiles qui sortiront des usines à partir du 1er avril 1937. À partir du 1er janvier 1939, cette lumière jaune sera obligatoire sur toutes les automobiles, quelles qu'elles soient.

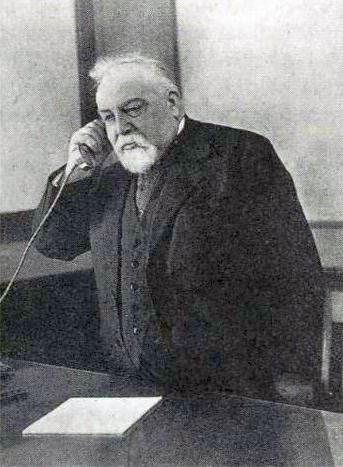
Albert Bedouce vers la fin des années 1930.

Il est à souligner également une initiative qui revient à Bedouce pour l'Exposition universelle de 1937. En février 1937, il décide qu'un Musée national des Travaux publics sera bâti pour survivre à cette exposition éphémère. Il subsistera comme musée permanent où sera montrée par le document, l'image ou l'objet, l'œuvre de la science, de la technique et du travail français. Une œuvre assez belle, assez imposante pour défier la comparaison avec les plus célèbres des réussites étrangères.
Il défend le budget de son département pour 1937 et présente divers projets de loi (1936).
En 1938, il devint membre de la Commission de surveillance de la Caisse des dépôts et consignations.
Au cours de l'année 1940, il déposa diverses propositions de loi relatives aux carburants destinés à remplacer l'essence.
Comme ministre du Front populaire il prendra part à de nombreuses réformes historiques, notamment en matière économique et sociale : les congés payés, la semaine de quarante heures (réduction du temps de travail), l'établissement des conventions collectives, etc. Il fait également voter le programme de grands travaux destinés à réduire le chômage et à relancer l’économie nationale.
Son mandat fut prolongé jusqu'en 1942, en raison des événements.
Il est à ce jour, le premier ancien maire de Toulouse à avoir obtenu un poste de ministre, et ce en 1936. Il sera rejoint 59 ans plus tard, en 1995, par Philippe Douste-Blazy, nommé ministre de la Culture.
Au total, il siégea plus de trente ans à la Chambre des députés.

### Candidature à l'élection présidentielle de 1939
Il est candidat malheureux à l'élection de la présidence de la République en 1939, battu par Albert Lebrun (second mandat), le 5 avril 1939, et ce malgré le fait que la Chambre des députés soit majoritairement à gauche, à la suite de la victoire du Front populaire aux élections législatives de 1936.
|                          | Albert Lebrun            | AD                       | 506 | 55,97 |
|                          | Albert Bedouce           | SFIO                     | 151 | 16,70 |
|                          | Marcel Cachin            | PC-SFIC                  | 74  | 8,19  |
|                          | Édouard Herriot *        | PRRRS                    | 53  | 5,86  |
|                          | Justin Godart *          | PRRRS                    | 50  | 5,53  |
|                          | Fernand Bouisson *       | SE                       | 16  | 1,77  |
|                          | François Piétri *        | AD                       | 10  | 1,11  |
|                          | Autres candidats         | Autres candidats         | 44  | 4,87  |
|                          |                          |                          |     |       |
| Votes valides            | Votes valides            | Votes valides            | 904 | 99,34 |
| Votes blancs et nuls     | Votes blancs et nuls     | Votes blancs et nuls     | 6   | 0,66  |
| Total                    | Total                    | Total                    | 910 | 100   |
| Abstention               | Abstention               | Abstention               | 10  | 1,09  |
| Inscrits / participation | Inscrits / participation | Inscrits / participation | 920 | 98,91 |
| * Non candidat           |                          |                          |     |       |

### Vote des pleins pouvoirs au maréchal Pétain
Le 10 juillet 1940 est soumise à l'Assemblée nationale, c'est-à-dire la réunion de la Chambre des députés et du Sénat, une proposition de révision de la Constitution permettant d'attribuer les pleins pouvoirs constituants au maréchal Pétain, président du Conseil.
Sur 649 suffrages exprimés, 569 approuvent. Comme la majorité de socialistes, Albert Bedouce vote également oui.
En effet, Bedouce faisait partie de cette génération pacifiste qui, sans l'aduler, respectait le maréchal Pétain pour son rôle en 1917. En l'occurrence, sachant les Allemands au bord de la rupture, Pétain a arrêté l'offensive pour attendre les Américains. En 1940, Bedouce, constatant que la France était dans la même situation, c'est-à-dire que l'armée française avait été écrasée, aux premiers rangs desquels se trouvaient les classes sociales (ouvriers, paysans, artisans) les plus faibles de notre pays, réagit de la même manière et vote les pleins pouvoirs au maréchal Pétain qui « attend une fois encore les Américains », en se disant que l'armistice servirait « à reprendre des forces ».

### L'après-Libération et la création du Parti socialiste démocratique
En novembre 1944, lors de son congrès extraordinaire, le parti socialiste issu de la clandestinité, dont le secrétaire général était Daniel Mayer), décide d'exclure 95 députés de l'ancienne SFIO ; Bedouce en fait partie, ayant apporté son soutien au maréchal Pétain. Sa politique de présence sous Vichy et sa nomination au Conseil national avaient depuis longtemps marginalisé Paul Faure, et la moitié des membres de l’ancienne Commission administrative permanente (CAP) de 1939 furent également exclus ou démissionnèrent. Tous ceux qui avaient adopté une stratégie de position dans le régime de Vichy, ou ceux qui avaient participé à la presse collaborationniste, n’avaient plus leur place au sein du parti dit « rénové ». Justin Arnol, François Chasseigne, Louis L’Hévéder et Paul Rives avaient écrit dans L’Effort, Charles Spinasse dans Le Rouge et le bleu, Georges Dumoulin et Jean Garchery dans L’Œuvre de Marcel Déat, ou encore René Château, Fernand Roucayrol et Alexandre Rauzy dans La France socialiste. Camille Planche et Louis Sellier avaient animé l’organisation "France–Europe" fondée par Francis Desphelippon. Or les deux tiers des parlementaires exclus, auxquels il faut ajouter quelques victimes d’une épuration souvent intransigeante et injuste, se regroupèrent autour de Paul Faure.
Au lendemain de ce congrès, les paul-fauristes tentèrent d’abord de reconstruire « la vieille maison » dans un réflexe hérité de la période héroïque, située aux lendemains de la scission de Tours, révélant à quel point ils sous-estimaient le besoin de renouveau de la base. Le « vieux parti socialiste SFIO » rédigea, le 28 décembre 1944, un "appel de la direction provisoire du parti" où elle se dressait contre « les usurpateurs et les scissionnistes ». Quelques fédérations dissidentes lui emboîtèrent alors le pas, telles que la Saône-et-Loire, véritable bastion paul-fauriste avec Théo-Bretin et Georges Nouelle, la Haute-Vienne avec Léon Betoulle et Sabinus Valière, la Seine avec Jean Garchery, Suzanne et Maurice Caille, Jules Mallarte, Ernest Denis, Fernand Imbert, et des militants venus d’ailleurs comme Gaston Allemane et Jean Castagnez, la Haute-Garonne avec Émile Berlia, Albert Bedouce, Ellen-Prévot et Jules Masquère …, tous anciens membres de l’appareil. Mais si les paul-fauristes réussirent à freiner la reconstitution de la SFIO issue de la Résistance et à lui opposer quelque temps une réelle concurrence dans certains départements, ils durent bientôt avouer leur échec.
L’ordonnance du 6 avril 1945 frappe d’inéligibilité tous les parlementaires ayant accordé les pleins pouvoirs au maréchal Pétain. Bedouce en fait partie, mais fait appel et réclame d'être amnistié.
Lors de son appel, Bedouce est définitivement frappé « d'inéligibilité pour 10 ans » le 12 décembre 1945 par le Jury d'honneur décrété par le président du Gouvernement provisoire de la République française (GPRF), le général de Gaulle. Aucun recours n'est alors possible.
Durant sa défense, Bedouce expliquera que « la France, en crise démographique depuis un siècle, n'aurait pas pu supporter une telle saignée ». En effet, dès le début de la guerre, la France avait vu plus de 100 000 de ses soldats mourir au front en un mois et demi, il considérait que l'armistice « était la meilleure façon de mettre un terme à l'avancée des Allemands jusqu'en Algérie Française, qu'elle sauverait la France de la mort physique ».
Inéligible, Bedouce participe alors à la création du Parti socialiste démocratique (PSD) le 24 août 1945 aux côtés de Paul Faure, l'ancien secrétaire général de la SFIO, Émile Berlia, proche d'Albert Bedouce, et Antoine Ellen-Prévot (eux-aussi exclus pour les mêmes raisons).
Le PSD ressuscitait en grande partie la tendance pacifiste et anticommuniste de la SFIO, née en juillet 1937 pour s’opposer aux partisans de l’intervention en Espagne dont faisait partie Léon Blum.
Réunis, ils animent la fédération départementale du nouveau parti.
Bedouce et le PSD affirmaient être les véritables gardiens du « socialisme de Guesde et de Jaurès », mais en abandonnant le marxisme révolutionnaire au profit d’un « socialisme positif, réaliste, et surtout foncièrement démocratique », et en se référant au Labour Party. Comme dans les années 1920, ils espéraient le retour des militants déçus. Afin de les accueillir, ils dotèrent le PSD de structures disproportionnées par rapport à ses effectifs : statuts, organisation fédérale, commissions diverses, "Femmes socialistes" derrière Marcelle Pommera et Louise Saumoneau, "Jeunesses socialistes" animées par Fernand Imbert et Jacques Mellick. À la fin de 1950, le parti aurait compté 6 700 adhérents et serait resté stable jusqu’en 1952. Après 1954, en revanche, des fédérations entières disparurent à cause de la réintégration à la SFIO de leurs dirigeants, ou de leur décès.
Plus importante était l’influence non négligeable dont disposait le PSD dans le mouvement syndical. S’élevant contre « la bolchévisation de la CGT », certains participèrent à la création de FO. À plus long terme, des paul-fauristes jouèrent un rôle dans le syndicalisme indépendant, au sein du Comité général des syndicats indépendants et de la Confédération du travail indépendante.
Mais leur engagement contre le « résistancialisme » leur gagna le soutien d’hommes de droite très compromis sous l’Occupation, tels que Pierre Taittinger, Henry Lémery, Georges Scapini, ou Pierre Burgeot. Ce thème, combiné à un anticommunisme systématique, leur fit retrouver d’anciens proches de Marcel Déat tels qu’Adrien Marquet, Georges Rivollet et Gabriel Lafaye, ou d’anciens doriotistes comme Eugène Milliès-Lacroix. Ces hommes se juxtaposaient d’ailleurs à des résistants confirmés comme François de Champaux, Lucien Besset, ou le chanoine Desgranges. Enfin, s’ajoutaient des partisans de la construction européenne qui était fermement défendue par La République libre avec Camille Dahlet, Gaston Riou et Aimé Malécot. Soutenu par cet ensemble hétéroclite de sympathisants, leur journal devint le porte-parole et le lieu de rencontre privilégiés de divers organismes. Parmi ceux-ci, figurait en premier lieu l’"Association des représentants du peuple de la 3e République". Elle fut fondée en 1946 à l’initiative de Paul Faure et de Louis L’Hévéder et installée 66, rue des Martyrs. Elle comptait 600 adhérents un an plus tard, allant de la Fédération républicaine à l’ancienne SFIO, les extrêmes y étant assez peu représentés. Albert Bedouce, Sabinus Valière, André Dupont et Charles Thonon, tous membres du PSD, en assurèrent la direction. Robert Jospin et Antoine Pinay ont également fait partie du PSD.

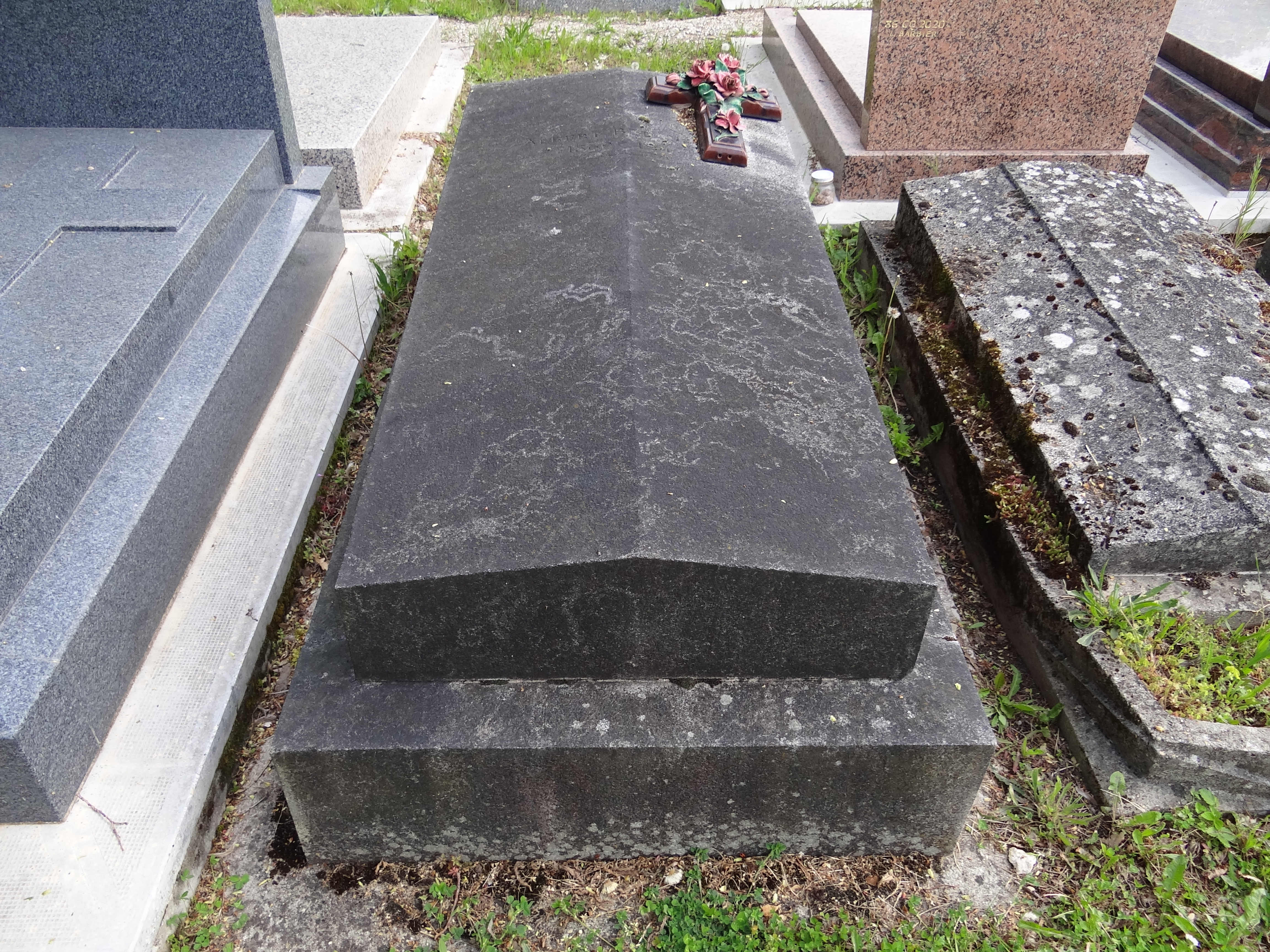
La tombe d'Albert Bedouce au cimetière parisien de Bagneux (Hauts-de-Seine).

Bedouce mourut peu après en août 1947. Il ne sera amnistié, à titre posthume, qu'avec la loi du 6 août 1953.

### Vie privée/descendance
Albert Bedouce naît de père inconnu. Sa mère, Anne Bedouch, est née en 1834 à Beaumont-de-Lomagne, en Tarn-et-Garonne, et est simple domestique.
Il se marie à Toulouse le 25 janvier 1898 à 29 ans, avec Marie-Rose Chamayou, née en 1871 à Bourg-Saint-Bernard, dans la Haute-Garonne. Le couple a quatre enfants, dont l'aîné : Raymond Bedouce (1897-1972) est connu pour avoir grandement participé à la prospérité du port des Issambres, quartier le plus au sud de la commune de Roquebrune-sur-Argens dans le Var, où il s'est installé en 1920, propriétaire de la villa "L'Issambrette", dirigeant la Société civile immobilière et conseiller municipal. Il est fait Chevalier de la légion d'Honneur à titre militaire lors de la Première Guerre mondiale, pour sa belle attitude sur le front de Verdun en 1916 puis lors de la Bataille des monts de Champagne en 1917. La Croix de guerre et de nombreuses citations attestent du comportement du Lieutenant Raymond Bedouce. En 1939, il repart aux armées, cette fois comme Capitaine, sur le front d'Alsace. Gravement blessé, il est interné en Suisse où il demeure du 20 juin 1940 au 5 février 1941. Il repose aujourd'hui dans le cimetière roquebrunois, avec son épouse Julienne Cappe.
Raymond Bedouce laisse deux enfants, dont l'aînée Andrée Raymonde (1921-1967). Cette dernière épouse en 1944, le Stéphanois Robert Terle (1918-1998), plus jeune avocat de France à l'âge de 21 ans, en 1939. inscrit au barreau de Lyon jusqu'en 1952 (d'abord au sein du cabinet de Maître Chavrier, puis à son compte), il est l'auteur, en 1948, d'un remarquable discours prononcé à la Cour d'Appel de Lyon sur le « Respect de la Personne Humaine ». Il deviendra par la suite directeur de la Société des Mines de Saint-Étienne, puis de la Mutualité. À sa retraite en 1978, il avait sous ses ordres plus de 800 employés. Il était aussi professeur d'éducation physique et siégea des années 60 à 1978 au Conseil d'Administration de l'AS Saint-Étienne. Robert Terle, dont le père, Louis Terle (1895-1982) fut bâtonnier du barreau de Saint-Étienne de 1952 à 1954, juge de paix, officier d'académie et décoré de l'Ordre national du Mérite, est le petit-fils de l'homme politique stéphanois et lui aussi socialiste, Alfred Colombet (1852-1915). Naissent de cette union, Yves Terle (1946-2015) et Guy Terle (né en 1948). Ce dernier, père de trois enfants était chirurgien-dentiste à Saint-Étienne jusqu'à sa retraite en décembre 2013.
Jacques Bourdelle, petit-fils du député radical Pierre Cazals (1853-1946), qui a été le directeur de cabinet d'Albert Bedouce au ministère des Travaux publics, est l'époux d'Yvonne Bedouce, l'unique fille d'Albert. Il est à noter qu'Yvonne Bedouce, sculptrice reconnue, a créé l'une des cinq stèles commémoratives destinées à décorer le parc Clément-Ader à Muret. Le maire de l'époque, un  certain Vincent Auriol expliquait les motifs des stèles ainsi : «Au point de vue historique, le square doit ainsi contenir toute l'épopée de l'aviation française et mondiale. Dans le berceau de l'aviation, autour du monument au grand précurseur, c'est toute l'histoire de l'aviation qui se déroulera». L'œuvre d'Yvonne Bedouce, «La Traversée de la Méditerranée», met en relief le vol de Roland Garros, reliant Saint-Raphaël à Tunis, en 1913. Yvonne a notamment été l'élève du sculpteur français François Sicard, lauréat du prix de Rome en 1891, pensionnaire de la Villa Médicis à Rome de 1892 à 1895, membre de l'Académie des beaux-arts en 1930. Il fut par ailleurs le sculpteur attitré de Georges Clemenceau, dont il fit le buste, la statue de groupe de Sainte-Hermine (85), et qui lui commanda la Minerve en pierre blonde d'Égypte qui surplombe sa tombe et celle de son père au "Colombier" de Mouchamps (85); enfin, en novembre 1929, il réalisa son masque mortuaire.
Albert Bedouce vivait entre Toulouse, où il possédait une propriété Route de Narbonne, et son modeste appartement des Invalides, 22 rue Fabert, dans le 7e arrondissement de Paris, où il est mort à la suite de problèmes pulmonaires en 1947 à l'âge de 78 ans. Il était également très attaché aux Issambres dans le Var, où il rendait régulièrement visite à son fils Raymond.

## Mort de Jean Jaurès (31 juillet 1914) - Dernière démarche pour la paix
Le pacifisme de Jean Jaurès le fait haïr des nationalistes. Pendant la journée du 31 juillet 1914, il tente, d'abord à la Chambre des députés, de stopper le déclenchement des hostilités. Puis il se rend au ministère des Affaires étrangères pour rencontrer René Viviani (président du Conseil et également ministre de l'Intérieur) accompagné de quelques amis : Bracke (Alexandre Marie Desrousseaux), Jean Longuet, Marcel Cachin, Pierre Renaudel et Albert Bedouce.
La délégation sera reçue par Abel Ferry, sous-secrétaire d'État. Au moment où la délégation prend congé, Abel Ferry tire Bedouce par le bras et lui dit : "Tout est fini". Bedouce n'a pas le temps de répéter la nouvelle à Jaurès, qui lâche : "J'ai compris."
Bedouce se souvient de cet instant : "Jaurès s'est courbé, comme s'il allait tomber, il était accablé comme un homme qui vient de recevoir un coup de massue. Nous l'avions vu toute la journée tellement affaissé du malheur qui pesait sur notre pays, que la souffrance morale se traduisait par une véritable souffrance physique." ("Il a tué Jaurès", Dominique Paganelli)
En sortant, Jaurès dira à ce dernier (Bedouce, « Le vendredi tragique », L'Humanité - 9 août 1915) : "Vous savez, nous serions à leur place, je ne sais pas ce que maintenant nous pourrions faire de plus pour assurer la paix."
En fin d'après-midi, il se rend à son journal L’Humanité pour rédiger un article, qu'il conçoit comme un nouveau « J'accuse…! ». Avant la nuit de travail qui s'annonce, il descend avec ses collaborateurs pour dîner au Café du Croissant, rue Montmartre. Vers 21 heures 40, un étudiant nationaliste déséquilibré, Raoul Villain, tire deux coups de feu par la fenêtre ouverte du café et abat Jean Jaurès à bout portant.

## Caisse autonome d'amortissement
La Société d'exploitation industrielle des tabacs et des allumettes, surtout connue sous son acronyme SEITA, était un groupe français du secteur du tabac.
Cette ancienne entreprise publique fut fondée en 1926, sous la présidence de Raymond Poincaré et sous le nom de "Service exploitation industriel du tabac" (SEIT), et rattachée à la "Caisse autonome d'amortissement", cette dernière dont l'inventeur authentique est Albert Bedouce.
En 1926, la confiance rétive faisait le vide dans le Trésor. Albert Bedouce comprit que pour rassurer les « possédants » moyens inquiétés par le tonneau percé du budget, il fallait leur apporter la sécurité bienfaisante encore que passablement illusoire, d'une caisse bien étanche, reposant sur un gage qui parlât à l'imagination du public, le monopole des Tabacs. Raymond Poincaré écouta le conseil, s'en trouva bien, et n'hésita pas à rendre un public hommage à son « souffleur ».
Il reprenait les attributions du monopole des tabacs rétabli en 1811 par Napoléon Ier. En 1935, le service absorbe le monopole des allumettes, exploité alors par une régie d'État et devient ainsi la SEITA. Celle-ci contrôlera alors 22 Manufactures des tabacs répartis sur l'ensemble du territoire national.
Les réformes de 1959 et 1961 lui confèrent la qualité d'établissement public à caractère industriel et commercial.

## Le Midi socialiste
Le Midi socialiste, 36 et 38 rue Roquelaine, Toulouse, fut fondé en 1908 par Albert Bedouce, aidé de Vincent Auriol (16e président de la République française). Plus tard, d'autres bureaux ouvrirent à Paris, au 5, rue Saint-Augustin.
Son premier numéro parut le 12 décembre ; il publie quatre éditions régionales et cinq le dimanche. Son tirage normal est de 25 000 exemplaires ; son grand nombre d'abonnements de Cercles, Groupes, Cafés, lui assure 100 000 lecteurs.
La direction politique est confiée à Albert Bedouce et Antoine Ellen-Prévot, les deux députés socialistes de Toulouse. La rédaction en chef à Vincent Auriol (1908 à 1914) puis Léon Hudelle (1914 à 1944), et l'administration à Émile Berlia. Situé à gauche de La Dépêche, il fut le reflet des luttes partisanes opposant les diverses tendances de la gauche, ainsi que des mouvements sociaux qui marquèrent le début du siècle.
Son principal lectorat était la classe ouvrière du Midi, qu’il soutenait dans son combat pour de meilleures conditions de travail et de meilleurs salaires. Il fut ainsi de tous les combats sociaux de la région, des viticulteurs de l’Aude aux mégissiers de Graulhet.
C’est un outil précieux pour l’histoire contemporaine locale, sous toutes ses facettes. Outre les grands événements qui ont marqué l’époque (guerres, conflits sociaux, batailles politiques), on peut y lire sous la rubrique « Les vexations de l’octroi » le mécontentement des Toulousains face à cet impôt, et on appréhende aussi la vie culturelle locale du moment à travers les rubriques réservées aux associations : la Société d’astronomie populaire, la Société des artistes méridionaux…
Ce quotidien a eu une réelle influence dans la vie politique régionale du début du XXe siècle, du fait de la personnalité de certains de ses collaborateurs : Vincent Auriol, Jean Jaurès, Alexandre Varenne, Paul Ramadier, Paul Faure, Léon Blum, etc., y signèrent de nombreux articles et éditoriaux.
Le sport y tenait une place de choix, notamment avec le Toulouse Football Club et le Stade toulousain.
Outre l’édition toulousaine, le Midi socialiste rayonne sur les départements de la Haute-Garonne, de l’Ariège, 
de l’Aude, du Gers, de Lot-et-Garonne, des Hautes-Pyrénées, du Tarn, de Tarn-et-Garonne, du Lot, de l’Aveyron, du Gard, de l’Hérault, des Pyrénées-Orientales.
Il paraît du 12 décembre 1908 au 16 août 1944 pour un total de 12 724 volumes.

## Lesbedoucettes

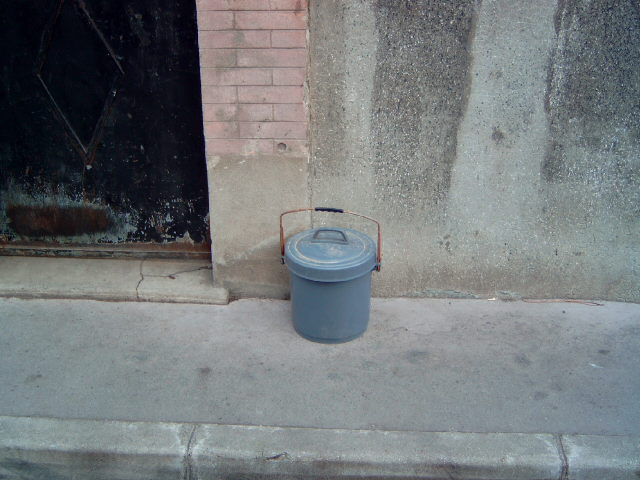
Une bedoucette.

Pendant son mandat à la mairie de Toulouse en 1906, il crée la Bedoucette, première poubelle toulousaine. Ce fut sa première tentative sérieuse pour améliorer le ramassage des ordures. Ce n'est qu'en 1929, en tant que député, qu'il parvient à imposer l'emploi de boîtes à ordures, à l'instar du préfet de Paris, Eugène Poubelle. Ces récipients en métal galvanisé sont aussitôt baptisés bedoucettes par le peuple toulousain. Ils remplacent les ébelotières, caisses en bois à anse servant au même usage, décrétées par le maire Henri Ebelot (1831-1902)
La bedoucette est également une pièce de cinq francs, gravée par Lucien Bazor, chère aux collectionneurs. Elle a été fabriquée en 1933 uniquement. Cette pièce fut surnommée bedoucette du nom d'Albert Bedouce, membre influent de la Commission des Finances de l'époque. Elle a circulé jusqu'en 1937.
La véridique histoire de cette pièce est la suivante : La France, comme tous les pays, avait stocké du nickel en vue des fabrications de guerre. Tout ce métal dormait, stérile, dans les caisses. « Pourquoi, dit M. Bedouce, laisser tout ce nickel inemployé ? Faisons-en des pièces de cent sous. Nous l'aurons toujours à notre disposition. Il rapportera quelques centaines de millions au budget. »
Description de la pièce :

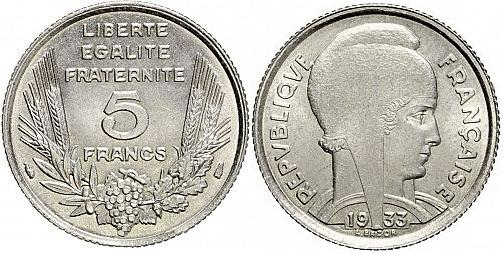
Pièce de 5 francs « type Bazor » (1933), dite « bedoucette ».

- Avers : REPVBLIQVE FRANÇAISE ; Buste drapé de la République aux cheveux courts à droite, coiffée d'un bonnet phrygien ; 19/33 sur le buste.
- Revers : LIBERTE / EGALITE / FRATERNITE / 5 / FRANCS en cinq lignes au-dessus d'une grappe de raisins reposant sur une branche d'olivier à gauche, une de chêne à droite et trois épis de blé de chaque côté.

## Monument de Toulouse aux morts pour la France
Le 15 novembre 1915, le maire de Toulouse, Jean Rieux, fait voter le « projet Bedouce », de la construction d'un monument aux morts de 14-18. Voici le texte intégral tel qu'il a été sténographié au cours de la séance du conseil municipal :
Mes chers Collègues,
Le 14 juillet dernier, la population toulousaine répondant à notre appel, couvrait de fleurs les tombes des soldats morts pour la Patrie ! Cette pieuse cérémonie s'est renouvelée le 1er novembre. Certes l'hommage rendu à ces héros, s'étend à tous ceux qui sont tombés au champ d'honneur, mais la pensée de la mère ou de la femme songeant à l'enfant ou à l'époux que la guerre lui a ravi, s'en va fatalement vers la tombe lointaine. Pour elle, aux heures de recueillement, notre modeste champ du souvenir, s'étend jusqu'aux limites extrêmes de la terre glorieuse, où reposent les enfants de Toulouse morts pour la France, et c'est le nom de l'être cher qu'évoque leur âme. Il faut que ce vœu soit exaucé. Il faut que la Ville natale conserve dans son cimetière, même à défaut de leur dépouille mortelle, le nom de tous ses fils qui ont donné leur vie pour la défendre. Que faut-il pour cela ? Un monument capable par ses dimensions d'exposer et de protéger les tables de marbre destinées à recevoir les noms de ces héros. A la point nord-est des terrains nouvellement acquis pour le cimetière, sur la place où se raccorderont les boulevards prévus pour ces nouveaux quartiers et desservis par de nouvelles lignes de tramway, on peut pratiquer une belle porte d'honneur qui ne s'ouvrirait que pour les grandes cérémonies ; derrière cette porte, il est facile de prévoir une grande place triangulaire qu'encadrerait en partie une galerie à colonnes ayant 120 à 150 mètres de développement, certaines arcades de la galerie s'ouvriraient sur les terrains du cimetière et en particulier sur les terrains destinés au Souvenir Français, le fond des autres arcades serait réservé aux plaques de marbre où s'inscriraient les noms des soldats défunts, comme cela se pratique, par exemple, pour les morts incinérés au columbarium du Père-Lachaise. J'ai saisi de cette idée nos services municipaux qui étudient des avant-projets. Nos architectes, au besoin par voie de concours, sauront bien concevoir une œuvre digne de la réputation de Toulouse. Pour les moyens financiers, j'ai pensé qu'une surtaxe temporaire sur les concessions de terrains dans les cimetières pourraient en quelques années seulement produire largement les sommes nécessaires, et j'ai cru devoir hâter la présentation de ce projet, d'abord parce qu'il faut réserver l'emplacement nécessaire, ensuite pour rendre possible l'application de cette surtaxe dès que l'aménagement des nouveaux terrains permettra au service des cimetières de recommencer les concessions. Bien entendu la surtaxe serait beaucoup plus faible sur les tombes que sur les caveaux. Le rendement serait d'environ 12 à 15.000 fr. par an. Si vous pensez avec moi que ce projet répond au vœu de la population toulousaine et si vous croyez que la surtaxe prévue en permet l'établissement, je vous propose, messieurs, d'adopter la délibération suivante :
CONCLUSIONS
Article premier. - Un vaste emplacement sera réservé dans le nouveau cimetière pour permettre l'établissement d'une galerie monumentale destinée à recevoir les noms de Toulousains morts pour la France au cours de la guerre actuelle.
Art 2. - Il sera perçu une surtaxe temporaire de 5 p. 100 sur les concessions de terrains destinés aux caveaux dans nos cimetières.
Art 3. - M. le Maire s'entendra avec l'administration des hospices et du bureau de bienfaisance pour que le produit brut de cette surtaxe reste entièrement affecté au monument prévu à l'article 1er.
Albert Bedouce, Adjoint au Maire de Toulouse, le 15 novembre 1915.
Le texte fut adopté à l'unanimité et huit ans plus tard, le 11 novembre 1926, le monument aux morts de Toulouse est finalement inauguré par Albert Bedouce au cimetière de Salonique. L'œuvre est construite en arc de cercle, la base en pierre dure, le mur en briques roses, les colonnades de la galerie en pierres blanches. Il a 7 mètres de haut. En haut à l'extérieur, une grande inscription : "La Ville de Toulouse à ses enfants, morts pour la Patrie." A l'intérieur de la galerie, au-dessus des plaques de marbre, les noms des principales batailles. L'arc mesure 28 mètres. Les noms des Morts sont gravés par lettre alphabétique Sur les murs sont inscrits les noms des 5211 Toulousains morts au combat.

## Parcours politique

### Mandats
- Fonde le groupe de la Jeunesse anti-plébiscitaire à 20 ans en 1889.
- Adhère au Parti ouvrier français (POF) en 1891.
- Conseiller municipal de Toulouse de 1896 à 1906, de 1912 à 1919, puis de 1925 à 1939.
- Maire de Toulouse du 22 février 1906 au 4 octobre 1906 (premier maire socialiste de la ville, il renonce "à regret" à la mairie pour être député)
- Conseiller général de la Haute-Garonne du 19 juillet 1925 au 18 octobre 1931, et du 18 octobre 1931 au 17 octobre 1937 et du 17 octobre 1937 à 1942
- Député socialiste de la Haute-Garonne de 1906 à 1919 et de 1924 à 1942
- Ministre des Travaux publics dans le gouvernement de Léon Blum du 5 juin 1936 au 21 juin 1937

### Partis fréquentés
- Parti ouvrier français (POF) : de 1891 à 1902
- Parti socialiste français (PSF) : de 1902 à 1905
- Section française de l'Internationale ouvrière (SFIO) : de 1905 à 1945
- Parti socialiste démocratique (PSD) : du 24 août 1945 jusqu'à sa mort, le 4 août 1947

## Divers
- Albert Bedouce a notamment rencontré dans les années 1890, Étienne Billières (maire de Toulouse du 15 mai 1925 à février 1935) chez "Sirven", entreprise toulousaine d'arts graphiques, où ce premier était secrétaire du patron. Albert Bedouce a ainsi formé Étienne Billières dans de nombreux domaines tout en l'initiant à la politique[7].
- On peut également rajouter qu'Albert Bedouce est l'homme qui a présenté Jules Guesde à Jean Jaurès, le dimanche 27 mars 1892 à Toulouse. Treize ans plus tard, Jaurès et Guesde, malgré leurs différences, participeront à la création d'un mouvement socialiste unifié qu'ils codirigeront, la SFIO[8].
- À Toulouse, il existe l'avenue Albert-Bedouce. Elle va de l'avenue Léon-Vialla au boulevard de la Marne.

## Citations
- « Être patriote c'est développer la Nation par la production, par l'industrie, par la culture, par la raison !»  (Le Midi Socialiste, 1913)
- « Jaurès m'a appris qu'il ne faut rien faire à moitié !"»  (Avril 1925)
- « Une autre raison de joie, c'est la constatation que la population, si elle a été trompée, le reconnaît maintenant, et qu'elle commence à comprendre que pour essayer de nous démolir, les adversaires sont OBLIGES de nous calomnier. Seulement nous ne sommes jamais atteints. Souvenez-vous en, vous les jeunes, vous n'avez pas encore subi l'assaut de la calomnie. Mais ça viendra. Ne les redoutez pas par avance car les calomnies s'émoussent toujours contre notre probité. Les calomniateurs sont victimes au bout de peu de temps de notre honnêteté !» (Le Midi Socialiste, 28 juin 1931)
- « On devrait faire comprendre aux sénateurs le point de vue du pétasson. Le pétasson c'est le cordonnier qui tire l'alène, qui ressemèle le même soulier pendant des mois et des mois. Eh bien ! vous à la Chambre, voilà trois mois que vous tirez l'alène sur ce projet financier, que vous ressemelez ce budget qui perd ses talons et ses semelles à chaque chute de Cabinet. Car enfin, pourquoi se bat-on ? Pour 375 000 francs à prendre aux fonctionnaires... » (1932)
- « Si quelqu'un a droit à sa place au soleil c'est celui qui travaille, alors que le parasite doit se cacher. » (Le Midi Socialiste, 31 janvier 1933)
- « Pour faire de bonnes finances, il faut toujours se demander : qu'est-ce qu'en pense Mélanie la cuisinière, quand elle consulte son livret de caisse d'épargne ? » (1936)
- « Les premiers élus du Parti, étaient fort heureusement, de ceux qui, dans les luttes politiques n'avaient pas recherché le succès personnel ; de ceux pour qui le pouvoir n'était qu'un moyen de réaliser le magnifique idéal d'émancipation et de fraternité. Pour eux le devoir était clair : Servir. » (Le Midi Socialiste, 11-12-1938)
- « A peu près partout, quand un chef échoue il disparaît de gré ou de force. En France, il plastronne davantage et augmente en grade. » (Le Midi Socialiste, 4 avril 1939, veille de l'élection présidentielle du 5 avril qui verra Lebrun réélu face à Bedouce.)